# Amycus flavicomis
Amycus flavicomis là một loài nhện trong họ Salticidae.
Loài này thuộc chi Amycus. Amycus flavicomis được Eugène Simon miêu tả năm 1900.